# Pothyne femoralis
Pothyne femoralis là một loài bọ cánh cứng trong họ Cerambycidae.